# محطة قطار ليستر
محطة قطار ليستر (بالإنجليزية: Leicester railway station)‏‏ هي محطة قطار في ليستر في المملكة المتحدة، تُشغلها قطارات إيست ميدلاند. افتُتحت هذه المحطة في 1840، ويبلغ عدد مسارات أرصفتها 4.